# Guercif (stad)
Guercif (Arabisch: جرسيف, Tamazight: ⴳⴻⵔⵙⵉⴼ) is een stad gelegen aan de voet van het Rifgebergte, in het noordoosten van Marokko. De stad is de hoofdstad van de gelijknamige provincie Guercif in de regio Oriental. In 2024 telde de stad ruim 80 duizend inwoners.
Guercif ligt sinds de oprichting van de provincie in 2009 in de gelijknamige provincie, de stad werd daarmee ook een provinciehoofdstad. Sinds de herschikking van de regio's in 2015 ligt Guercif in de regio L'Oriental, daarvoor lag de stad in de voormalige regio Taza-Al Hoceïma-Taounate. De stad staat voornamelijk bekend om haar beroemde olijven.

## Geschiedenis
De stad is gesticht door verschillende Houara en Zenata stammen uit Noordoost Marokko. In de loop van de tijd zijn deze mensen meer Darija gaan spreken, maar hebben hun Berberse gewoontes behouden. Midden 20e eeuw zijn veel omliggende Berbers zich gaan vestigen in deze stad. Onder andere de Ibdarsen en de Ait Bouyahyi. Deze Riffijnen vertegenwoordigen een groot deel van de bevolking van Guercif. Tijdens de Franse bezetting van Marokko vestigden veel Franse troepen zich in deze stad en werd het een bestuurlijk centraal punt in de regio.

## Geografie
Guercif ligt op het laagste punt van de provincie (ongeveer 360 m) tussen de oostelijke uitlopers van het Rifgebergte in het noorden en die van de Midden Atlas in het zuiden. Door de stad stroomt de Oued Moulouya, een van de langste rivieren in Marokko en de enige grote die uitmondt in de Middellandse Zee.
In deze stad verbindt ook de N6-kruising tussen oost en west met de belangrijke noord-zuidverbinding N15. De stad is ook verbonden met de snelweg Rabat - Fès - Oujda (A2), die in 2011 werd voltooid en ongeveer 10 km ten noorden van de stad ligt. De dichtstbijzijnde grote steden zijn Taza (ongeveer 65 km), Fez (ongeveer 190 km), Nador (ongeveer 135 km) en Oujda (165 km).

## Economie
De voornamelijke inkomstenbron van de stad is de landbouw, waarin, naast de teelt van graan (gerst en tarwe), de olijventeelt en olijfolie een belangrijke rol speelt. In haar rol als provinciale hoofdstad en regionaal centrum staan administratie, gezondheid, onderwijs en transport centraal in de economie van de stad.
In 2019 vond het Franse bedrijf Predator Oil & Gas een grote reserve aan twee soorten aardgas in de stad. De netto waarde van het Mioceen-gas en het Trias-gas is respectievelijk $ 642 miljoen en $ 207,7 miljoen.